# Psilocentrus xautipae
Psilocentrus xautipae är en insektsart som beskrevs av Fowler 1896. Psilocentrus xautipae ingår i släktet Psilocentrus och familjen hornstritar. Inga underarter finns listade i Catalogue of Life.